# راؤول مارتين ساندوفال
راؤول مارتين ساندوفال (بالإسبانية: Raúl Martín Sandoval)‏ هو لاعب كرة قدم مكسيكي، ولد في 18 يناير 2000 في Ahome ‏ في المكسيك. لعب مع دورادوس سينالوا.

## روابط خارجية
- راؤول مارتين ساندوفال على موقع قاعدة بيانات كرة القدم.إي يو (الإنجليزية)
- راؤول مارتين ساندوفال على موقع Soccerway.com (الإنجليزية)